# مجيد السامرائي
مجيد السامرائي من مواليد سامراء في العراق، إعلامي وكاتب ومقدم برامج عراقي. عد برامج تلفزيونية و إذاعية منها برنامج قطار العمر، حوار بلا أسوار، حوار في الشريعة، شيء ما، كيف يبدعون، على هامش الذاكرة وأطراف الحديث.

## مسيرته الإعلامية
كان لديه زاوية نقدية بعنوان مقعد أمام الشاشة الصغيرة في جريدة الجمهورية منذ عام 1983 إلى أن توقفت عن الصدور في أبريل 2003، تحول فيما بعد لصحيفة الزمان. ويكتب في جريدة الزمان اللندنية وله زاوية بعنوان «زمان جديد».